# 소성로 (인천)
소성로(邵城路)는 인천광역시 미추홀구 용현동과 문학동을 이어주는 도로로, 총 연장은 3.85 km이다. 

## 통과하는 지자체
- 인천광역시 미추홀구
  - 용현동 - 학익동 - 문학동

## 통과하는 도로
- 독배로
- 한나루로
- 소성로163번길
- 학익소로
- 매소홀로[A]
- 미추홀대로

## 주변 시설
- 홈플러스 인하점
- 인하대학교
- 학익동 장미아파트
- 학익동 동아풍림아파트
- 학익 엑슬루 타워
- 하이패션아울렛
- 금화왕돈까스
- GS더프레시
- 인천지방법원
- 인천지방검찰청
- 학익교회
- 신동아1·2차아파트
- 영남들국화아파트
- 삼호어린이공원
- 국일아파트
- 인천광역시경기부숙소
- 맥도날드 문학DT점
- 인천SSG랜더스필드

## 주변 철도역
- 수도권 전철 수인분당선 : 인하대역